# Julia Ocker

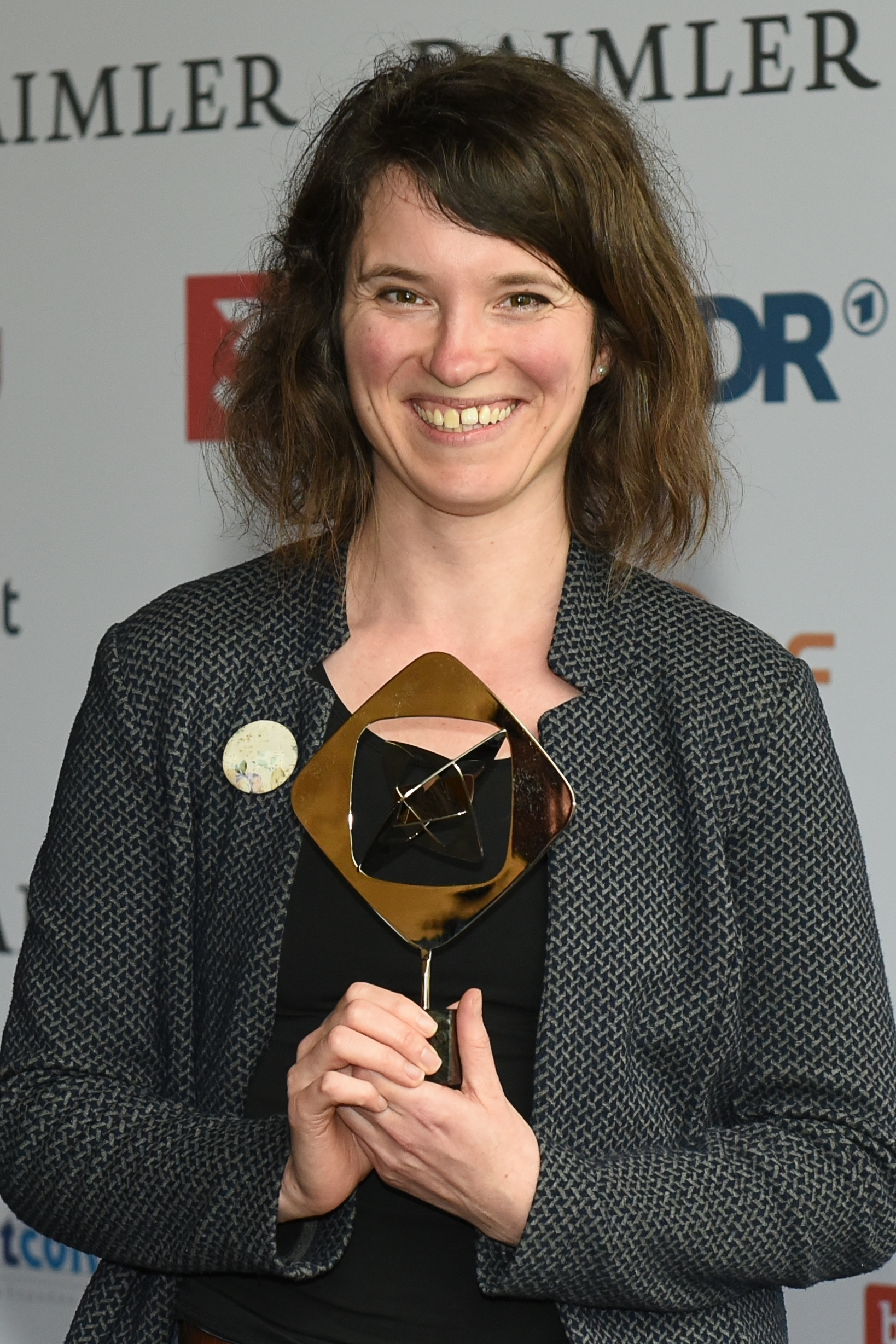
Julia Ocker bei der Grimme-Preisverleihung 2019

Julia Ocker (* 29. Dezember 1982 in Pforzheim) ist eine deutsche Trickfilm-Regisseurin, Designerin und Autorin.

## Leben
Nach dem Abitur studierte Julia Ocker von 2003 bis 2005 an der Hochschule Pforzheim Visuelle Kommunikation, diesem schloss sie ein Studium in Animation an der Filmakademie Baden-Württemberg an. Für ihr Diplom produzierte sie den Kurzfilm Kellerkind, für den sie 2012 mit dem Filmpreis First Steps ausgezeichnet wurde. Für die SWR-Kindersendung Ich kenne ein Tier schuf sie 2013 die Episode Zebra, aus welcher sich die Zeichentrickserie Animanimals entwickelte, für die Julia Ocker 2019 mit dem Grimme-Preis ausgezeichnet wurde.

## Filmografie (Auswahl)
- 2007: Apfelbaum (Kurzfilm)
- 2012: Kellerkind (Kurzfilm)
- 2013: Ritter Rost – Eisenhart und voll verbeult (Regie: Thomas Bodenstein)
- 2013: Die Telefonbuchpolka (Kurzfilm, Regie: Benjamin Swiczinsky)
- 2013–2018: Animanimals

## Auszeichnungen (Auswahl)
Ockers Diplomfilm Kellerkind wurde auf zahlreichen internationalen Festivals aufgeführt und ausgezeichnet. Die Deutsche Film- und Medienbewertung (FBW) verlieh ihm das Prädikat „Besonders wertvoll“. Auch die Episode Zebra der Serie Animanimals wurde mit diesem Prädikat gewürdigt.
- 2012: Filmpreis First Steps für Kellerkind
- 2019: Grimme-Preis für Animanimals